# 许建国 (政治人物)
许建国（1903年9月—1977年10月4日），原名杜理卿，曾用名杜智文，男，湖北黄陂人，中华人民共和国政治人物、外交官，长期从事政治保卫和公安情报工作。

## 生平
许建国出生于湖北省黄陂县南阳乡杜家嘴。家境贫寒，幼年时就绰辍离家，跟随伯父到河南确山、泌阳及汉口等地刮肠衣、做学徒。13岁到江西安源煤矿修理工场当学徒，后进入刘少奇主办的职工夜校学习文化。1922年春，加入中国社会主义青年团，同年转为中共党员。1922～1923年，许建国连续参加中国共产党领导的3次安源煤矿大罢工。1925年，许建国由中共湖南特委派往湘潭组建产业工会，担任湘潭县南区联合工会委员长，县工会委员兼纠察部部长。1929年7月，因遭人举报被湖南省清乡司令部侦缉队逮捕后判刑7年。1930年7月下旬，红三军团攻克长沙，许建国被解救出长沙陆军监狱，加入红军，任红三军团一师三团副官长兼任团保卫员。1932年任三团参谋长、代理团长。第三次反围剿后任三团特派员。围攻赣州战役后，任一师特派员。四次反围剿时，任红三军团政保分局侦察部长。1934年9月任红八军团政治保卫分局局长。1935年4月任红三军团政治保卫分局局长。1935年10月到陕北后，任红一军团第4师特派员。1936年4月任红一军团政治保卫局局长，6月入红军大学第1期学习，兼任第1科中共支部书记。1936年西安事变发生后，跟随周恩来抵西安，改名杜智文，任张学良所部警卫团的秘书长兼军警督察处三科上校科长。1937年2月，中共代表团撤离西安，代表团中的部分工作人员由许建国率领前往陕西三原县筹建红军驻云阳办事处，并任办事处主任。1937年5月，回延安任西北保卫局副局长、陕甘宁边区政府保安处副处长。
1938年初，任中共中央保卫委员会委员、保卫部部长。1938年10月，中共中央在延安召开六届六中全会，许建国在会上作了题为《关于部队、地方、白区的保卫工作和情报工作》的发言。1939年2月18日建立中共中央社会部，任副部长。1939年3月，改名许建国，建立中共中央北方分局社会部出任部长。1942年，晋察冀边区政府建立公安管理处，兼任处长和边区政府党团书记、中共中央调查研究局晋察冀第一分局局长。1945年8月，八路军占领张家口，兼任市公安局局长。第二次国共内战时期，历任中共晋察冀中央局和中共中央华北局常委、社会部部长、华北人民政府公安部部长等职。1949年1月15日天津被共军占领，任中共中央政法委员会委员、中共天津市委常委、天津市副市长兼公安局局长。
1952年1月后，任中央公安部副部长、华东军政委员会公安部部长兼上海市公安局局长、中共中央华东局常委、中共上海市委常委、副市长、政法部部长、上海市人民检察署检察长、上海警备区政委。1956年，任中共上海市委书记处书记，分管政法、党群、外事等工作。外交部长陈毅向中央举荐，1959年接替柯柏年担任中华人民共和国驻罗马尼亚大使。1964年4月，由刘放接任。1965年8月任中华人民共和国驻阿尔巴尼亚大使。1966年5月，许建国陪同阿尔巴尼亚部长会议主席谢胡到中国进行访问后，就留在国内参加“文化大革命”。文化大革命中定为叛徒，关押在北京秦城监狱。1975年5月被送往安徽在六安地区医院住院，1977年初患肺癌。1977年10月4日于安徽合肥病逝。1980年3月彻底平反。